# Джон Емерсон
Джон Емерсон (англ. John Emerson; 29 травня 1874, Сандаскі, Огайо — 7 березня 1956, Пасадіна, Каліфорнія) — американський письменник, сценарист, кінорежисер, продюсер і актор. Найвище досягнення як продюсера — номінація фільму «Сан-Франциско» на премію «Оскар» в категорії «Кращий фільм» (1937 рік).

## Біографія
Джон Емерсон навчався в рідному штаті Огайо.
Самим раннім відомим випадком участі Емерсона в створенні кіно є 1912 рік — він став сценаристом декількох короткометражних фільмів. Правда, до цього він уже працював на Бродвеї як сценарист і режисер.
Вважається, що найважливішим внеском Емерсона в період розвитку німого кіно були його фільми «Загадка летючої риби» (1916) і «Американець» (1916).
У 1920—1928 роках Емерсон був президентом Actors 'Equity Association — профспілкового об'єднання американських акторів.
Дружина: кіносценарист Аніта Лус (з 15 червня 1919).

## Вибрана фільмографія
- 1915 — Старий Гейдельберг
- 1915 — Загадка летючої риби
- 1916 — Американець
- 1916 — Його фотографія в газетах
- 1919 — Острів завоювання
- 1919 — Чеснотна спокусниця
- 1921 — Мамині справи
- 1921 — Місце жінки
- 1922 — Червона гаряча романтика
- 1934 — Дівчина з Міссурі